# Autarchia in Italia

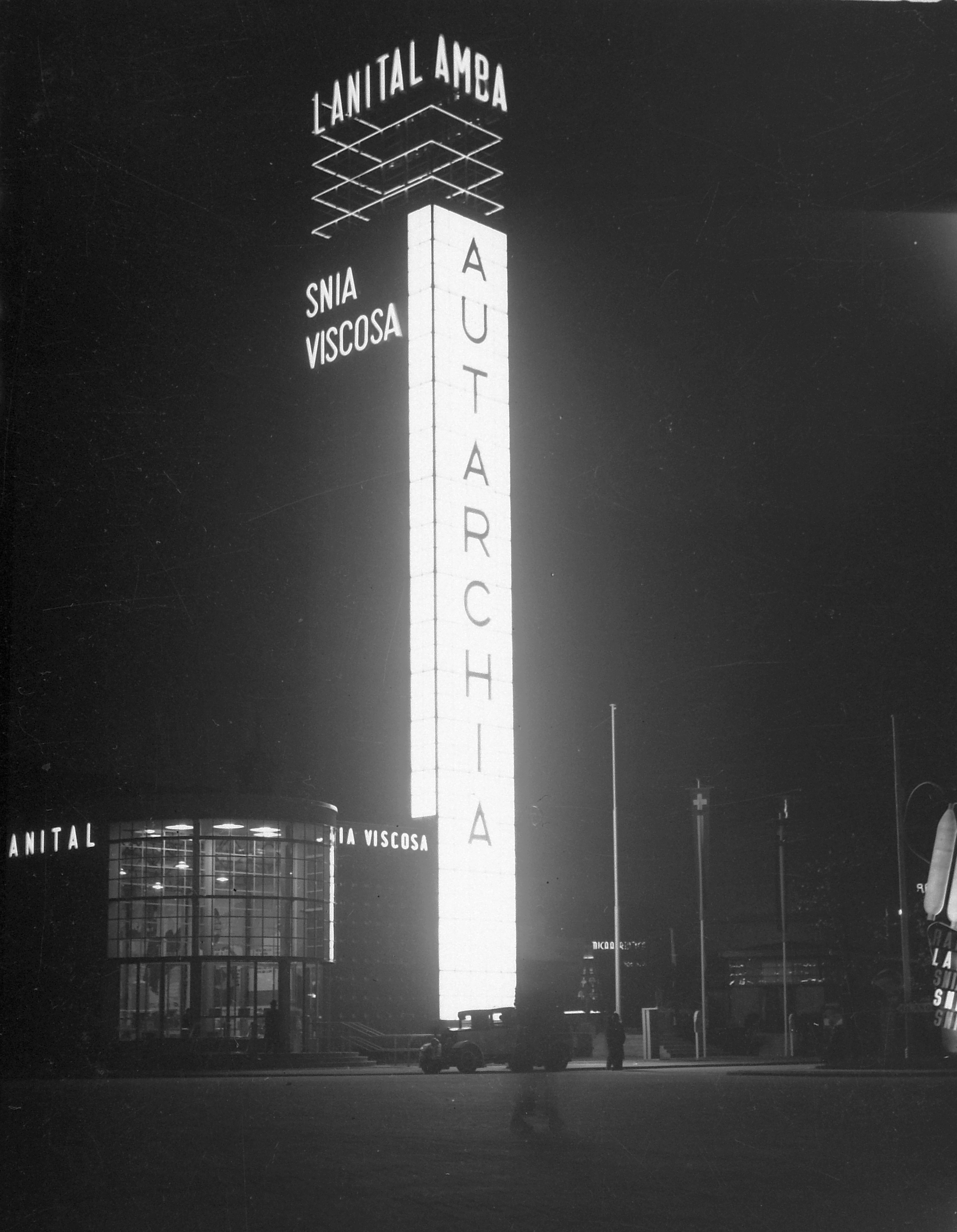
Padiglione della SNIA a una mostra di Milano del 1937 sull'autarchia (Archivio Fortepan).

L'autarchia in Italia fu una politica economica adottata durante il regime fascista, particolarmente intensificata a partire dalla seconda metà degli anni trenta. Basata sull'obiettivo di rendere il paese autosufficiente dal punto di vista produttivo, l'autarchia mirava a ridurre la dipendenza dell'Italia dalle importazioni estere, soprattutto in risposta alle sanzioni economiche imposte dalla Società delle Nazioni dopo l'invasione dell'Etiopia nel 1935. Promossa come strumento di rafforzamento nazionale, l'autarchia comportò un'ampia mobilitazione di risorse interne, lo sviluppo di surrogati industriali e l'intervento diretto dello Stato nell'economia.  

## Contesto
Sebbene preconizzata dall'ideologia dirigista sin dal 1925, prese concretamente avvio solo dal 1937. La caratteristica italiana fu la misura dell’intervento statale, che fu molto esteso ed evitò il collasso del sistema finanziario, portando gran parte dell’economia in mano allo Stato. Tra le misure prese, si innalzarono i dazi sui beni importati. Il protezionismo commerciale fu poi fortemente accentuato quando l'Italia venne soggetta a sanzioni internazionali a seguito dell'attacco contro l'Etiopia nel 1935. Le sanzioni rimasero in vigore per otto mesi. Il successivo intervento nella guerra civile spagnola e l'alleanza con la Germania provocarono un ulteriore isolamento politico dell'Italia.

## Descrizione

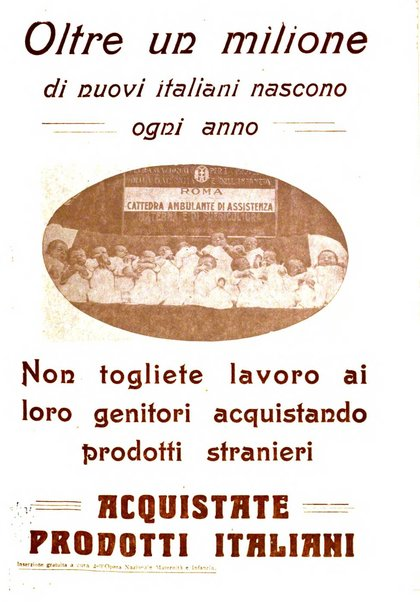
Campagna di informazione ONMI, 1932.

Concretamente, le politiche autarchiche furono sostenute da una serie di provvedimenti per rafforzare il controllo centralizzato degli scambi commerciali con l'estero: nel 1935 fu costituita la Sovraintendenza per gli scambi delle valute,  un ufficio dipendente direttamente dal capo del Governo. Dopo pochi mesi, la Sovrintendenza fu trasformata in Sottosegretariato di stato per gli scambi e per le valute, quindi gradualmente rafforzato e poi elevato a Ministero per gli scambi e le valute nel 1936. Vennero parimenti introdotti un sistema di permessi per controllare le importazioni, campagne per promuovere i prodotti nazionali, e controlli sui prezzi.
Il regime fascista, anche per ragioni di propaganda, dette un largo spazio ai cosiddetti "prodotti autarchici". Nacque in questo periodo il modo di dire "roba di prima", volendo indicare la merce di qualità. "Prima" non era però inteso come contrazione dell'espressione "prima qualità", ma stava a significare "roba di prima delle sanzioni" - e quindi dell'autarchia, con riferimento iniziale ai tessuti (quelli inglesi erano ritenuti i migliori), poi esteso a tutte le merci e ai cibi. Il Tè venne sostituito dal carcadè, il caffè dal caffè di cicoria, l'orbace al posto dei tessuti tradizionali e così via. Uno dei prodotti nazionali che invece ebbe successo (e difatti esiste tuttora) è il formaggio italico, creato unificando in un unico standard tutti i processi di produzione dei vari formaggi.

La televisione autarchica (pubblicità da L'illustrazione italiana)

L'autarchia diede impulso allo sviluppo della ricerca scientifica, soprattutto nella chimica e nella ricerca di materiali sostitutivi, in cui grande ruolo ebbero enti tra i quali l'Istituto Guido Donegani e la Società Agricola Italiana Gomma Autarchica. Tra gli esempi di innovazione della ricerca italiana, nel 1937 l'Istituto di fisica dell’Università di Palermo produsse per la prima volta nella storia il primo elemento chimico artificiale, il tecnezio.
La ricerca di materiali alternativi favorita dall'autarchia si indirizzò in diversi settori come la canapa cotonizzata, lo sfruttamento di piante (ad esempio la ginestra e lo sparto libico) come fonte di cellulosa, cemento armato con canna di bambù al posto del ferro (sulla falsariga di quanto si faceva in Germania), la produzione di gomma sintetica (ad opera di Giulio Natta) e la produzione di magnesio nazionale a Bolzano (ad opera della Società Italiana per il Magnesio e Leghe di Magnesio che in seguito divenne la Montesi).
Nel settore energetico, il governo diede impulso alla produzione nazionale tramite la costituzione di enti statali quali l'Azienda carboni italiani, l'Azienda generale italiana petroli (Agip) (1926) e l'Azienda nazionale idrogenazione combustibili (Anic) (1936). Sebbene queste aziende ottennero risultati limitati all'epoca, esse poi giocarono un ruolo fondamentale nello sviluppo economico del dopoguerra.
Nell'ottica dell'autarchia dei carburanti vennero sperimentati carburanti miscelati ad alcol e fu emanata nel 1938 una legge che imponeva l'impianto a gassogeno su tutti gli autoservizi pubblici, comunali e non. Il Regime cercò di sviluppare tali applicazioni anche nel campo della motonautica, per favorire lo sviluppo della pesca. A tal proposito venne organizzato nel 1942 un esperimento che aveva lo scopo di accertare la validità nell'applicazione del gassogeno a lignite sui pescherecci italiani. Il test ebbe luogo a Porto Santo Stefano sul Monte Argentario con la supervisione di Pericle Ferretti, scienziato di fama internazionale, nonché direttore dell'Istituto nazionale del motore e si concluse con esito positivo. I motopescherecci italiani avrebbero potuto così utilizzare il nuovo combustibile con una spesa di poche decine di migliaia di lire.

Nel settore tessile, l'autarchia incentivò la produzione di fibre alternative. La produzione di fiocco di rayon aumentò dalle circa 10.000 t del 1934, alle 30.000 del 1935, alle 50.000 del 1936: l’Italia ne divenne il primo produttore al mondo. Questo però aumentò il bisogno nazionale di cellulosa, utilizzata anche per carta ed esplosivi e per il 95% importata, portando alla creazione il 13 giugno del 1935 dell'Ente nazionale per la cellulosa e la carta e a creare piani a lungo termine per l'incremento della pioppicoltura nazionale. Da qui anche il tentativo di utilizzare la "canna gentile" (Arundo donax), capace di consentire una produzione legnosa annua molto più elevata di quella caratteristica delle essenze arboree già da tempo impiegate. Venne inoltre potenziata la produzione di carta ricavata dalla paglia di grano. Oltre al rayon, un’altra fibra artificiale, non cellulosica, ma proteica, conobbe grande fortuna: il lanital. Ricavata dalla cagliata del latte, questa fibra presenta caratteristiche simili alla lana e può essere impiegata come suo succedaneo. Il lanital, probabilmente la più reclamizzata tra le scoperte autarchiche, fu ideato, sviluppato e prodotto all’interno della SNIA Viscosa.

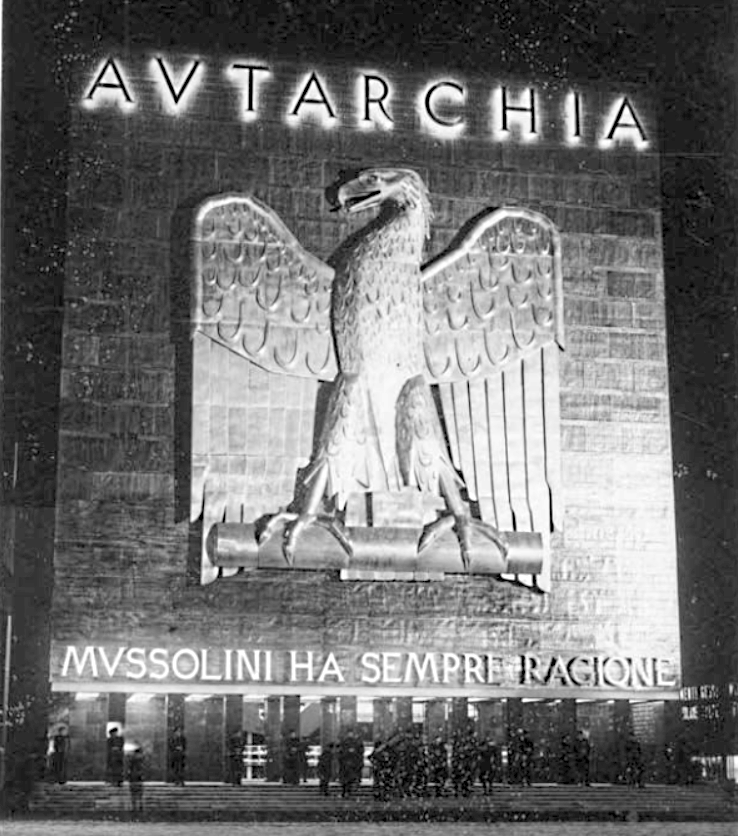
Ingresso della Mostra Autarchica del Minerale Italiano al Circo Massimo, Roma, 1938.

Nel settore siderurgico, l'importazione di rottami, che costituivano la principale materia prima per la nostra struttura siderurgica, diminuì del 59%; l'importazione di minerali di ferro calò dell’81%, quella della ghisa del 65%; crollarono anche le importazioni di ferro e acciaio lavorati. Per fronteggiare il venir meno del flusso dall'estero si ricorse a un aumento della produzione di minerale nazionale del 52% (che però poté appena compensare quello che non arrivava più da oltre frontiera), a una forte diminuzione delle voci corrispondenti in esportazione, alla raccolta sistematica del rottame nazionale, all’uso delle ceneri di pirite. Furono soprattutto queste ultime, che in precedenza erano sostanzialmente inutilizzate, a consentire nel 1936 una produzione di acciaio inferiore soltanto del 9,6% rispetto a quella del 1935. Per compensare la diminuzione di acciaio da costruzione per il cemento armato si ricorse all'utilizzo di pietra pomice ed all'utilizzo di alluminio al posto dell'acciaio. Proprio l'alluminio, che per il suo utilizzo durante la grande guerra aveva conosciuto un grande successo, venne studiato come possibile sostituto di altri metalli in molti ambiti e ciò determinò l'aumento della produzione italiana di bauxite e leucite (da cui si può ricavare potassio e alluminio tramite il metodo Blanc a base di acido cloridrico, preferito dai militari in quanto avrebbe favorito l'industria del cloro necessaria anche per le armi chimiche). L'alluminio venne invocato per sostituire con le sue leghe il rame (praticamente tutto importato) nei conduttori, nelle macchine elettriche e financo nei proiettili, il ferro nei motori, nelle pentole e nelle posate ed il legno negli infissi.

## Conseguenze
L'Italia è povera di materie prime e di fonti di energia, che importa e trasforma. L'Italia non disponeva di miniere di carbone come la Germania, ma lo importava  soprattutto dalla Gran Bretagna. Anche le industrie meccaniche e chimiche avevano bisogno di materie prime. L'autarchia produsse un aumento dei costi e una diminuzione della produttività, a causa della qualità inferiore di prodotti sostitutivi nazionali rispetto a quelli precedentemente importati.
L'effetto economico complessivo delle politiche di autarchia non può essere valutato separatamente dalle altre politiche economiche dell'epoca: il dirigismo economico statale; la politica fiscale e monetaria restrittiva; l’appoggio ai cartelli industriali (che limitò la concorrenza interna); e le politiche demografiche e agricole (che sfavorirono lo sviluppo del meridione). A causa di queste scelte politiche, la crescita italiana rimase molto bassa per tutti gli anni 1930 e molto inferiore a quella delle principali economie occidentali (il PIL crebbe in media dell'1,4% all'anno tra il 1932 e il 1938).
L'autarchia contribuì a limitare la crescita complessiva dell'economia italiana, necessariamente e tradizionalmente trasformativa di risorse importate. Tuttavia, essa contribuì anche a incentivare trasformazioni e crescita di alcuni settori industriali, e specialmente la produzione energetica e quella chimica.
Nel secondo dopoguerra, le politiche protezionistiche ed autarchiche vennero abbandonate, a favore di politiche commerciali ed industriali più liberali ed una maggiore integrazione del paese nel sistema internazionale più aperto che si formò a partire da quegli anni.